# Cold Turkey/Don't Worry Kyoko (Mummy's Only Looking for a Hand in the Snow)
Cold Turkey/Don't Worry Kyoko (Mummy's Only Looking for a Hand in the Snow) è il secondo singolo discografico della Plastic Ono Band, pubblicato nel 1969.

## Tracce
1. Cold Turkey – 5:01 (John Lennon)
2. Don't Worry Kyoko (Mummy's only looking for her Hand in the Snow) – 4:53 (Yoko Ono)

## Descrizione

### Origine e storia
Inizialmente Lennon aveva proposto agli altri tre membri dei Beatles di registrare la canzone Cold Turkey, ma Paul McCartney non ne era entusiasta, ritenendola troppo legata alle esperienze personali dello stesso Lennon con la droga, e si rifiutò di partecipare alle sedute di registrazione. Il rifiuto degli altri di registrare la canzone, fece sì che John annunciasse la sua intenzione di lasciare il gruppo a breve.
Alla fine di settembre del 1969, ne iniziò la registrazione negli Abbey Road Studios insieme a Eric Clapton, Ringo Starr e Klaus Voormann. Dopo 26 tentativi il brano venne ultimato. Programmandone l'uscita, Lennon decise di inserire come lato B del singolo una composizione di Yoko Ono, Don't Worry Kyoko (Mummy's only looking for her Hand in the Snow).
La prima esecuzione live del brano è contenuta nel disco Live Peace in Toronto 1969 della Plastic Ono Band che comprendeva all'epoca John Lennon (voce, chitarra), Eric Clapton (chitarra), Klaus Voormann (basso), Alan White (batteria) e vocalizzi aggiuntivi di Yōko Ono. 

### Significato
La canzone racconta del difficile periodo di disintossicazione dall'eroina trascorso da Lennon & Ono a fine 1969. Il termine "cold turkey" (tacchino freddo) in gergo si riferiva a chi si disintossicava dall'eroina senza supervisione medica. Gli effetti fisici indotti da una astinenza repentina da oppiacei assomigliano a quelli di una fortissima sindrome febbrile (con la perenne sensazione di freddo), di cui due sintomi sono la pelle appiccicosa e sudaticcia e la pelle d'oca, simile appunto a quella di un "tacchino".

## Accoglienza
Il singolo arrivò alla posizione numero 14 in classifica in Inghilterra e alla 30ª posizione in USA e presto le vendite iniziarono a scemare. Il disappunto di Lennon per il non adeguato apprezzamento della canzone venne per altro da lui stesso stranamente citato nella lettera che inviò alla Regina d'Inghilterra quando decise di riconsegnare la sua onorificenza di MBE (ricevuta nel 1965 per i meriti musicali-culturali conseguiti a livello internazionale con i Beatles), in segno di protesta per le attività militari del suo paese: «Vostra Maestà, riconsegno questo MBE come protesta contro il coinvolgimento della Gran Bretagna nell'affare Nigeria-Biafra, contro il nostro sostegno all'America in Vietnam, e contro lo scivolamento in basso nelle classifiche di Cold Turkey. Con amore, John Lennon del Sacco».

## Formazione
- John Lennon - voce, chitarra ritmica
- Eric Clapton - chitarra solista
- Klaus Voormann - basso
- Ringo Starr - batteria

## Cover
- Freddie Hubbard registrò una versione strumentale della canzone nel 1970, come outtake dal suo album Red Clay. La versione di Hubbard, che comprende Herbie Hancock e Joe Henderson, tra gli altri, è influenzata dal funk e dal free jazz.
- Una registrazione live del brano è contenuta nel disco del 1979 A Can of Bees dei Soft Boys.
- I The Godfathers registrarono una versione della canzone nel 1986 con il produttore Vic Maile per il loro album di debutto Hit By Hit.
- I Cheap Trick registrarono due versioni del brano nel 1994. Una finì sull'album tributo Working Class Hero: A Tribute to John Lennon, e la seconda venne pubblicata come parte della serie Bun E.'s Basement Bootleg.
- Lenny Kravitz registrò una cover del brano per l'album Instant Karma: The Amnesty International Campaign to Save Darfur.
- Cold Turkey è stata anche reinterpretata dal chitarrista dei Public Image Ltd. Keith Levene.